# Saison 2008-2009 de la KHL
Navigation
Russie (2007-2008) Édition suivante
La saison  2008-2009 est la première saison de la Kontinentalnaïa Hokkeïnaïa Liga, la nouvelle Ligue continentale de hockey, également désignée par le sigle KHL.

## Contexte

### Présentation
La nouvelle ligue de la KHL regroupe vingt-quatre équipes : vingt équipes de l'ancienne élite russe, la Superliga ainsi que le Barys Astana du Kazakhstan et l'Avtomobilist Iekaterinbourg de Russie qui évoluaient en deuxième division russe, la Vyschaïa Liga. En plus de ces équipes russes, le Dinamo Minsk de Biélorussie et le Dinamo Riga de Lettonie rejoignent la KHL. L'Avtomobilist Iekaterinbourg est remplacé par le Khimik Voskressensk, vainqueur de la Vyschaïa Liga, pour des raisons budgétaires.
Les équipes ont disputé 56 matchs chacune dans la saison régulière à l'issue de laquelle, seize d'entre elles se sont rencontrées afin de disputer la Coupe Gagarine.
Les effectifs sont composés de vingt-cinq joueurs dont cinq joueurs étrangers maximum. Un gardien russe doit effectuer au minimum 50 % des matchs de saison régulière de son équipe.

#### Affiliations
Afin d'aguerrir leurs jeunes joueurs, les clubs de KHL s'affilient avec des équipes de division inférieures. Ils évoluent pour la plupart en Vyschaïa Liga et en Ekstraliga.
| Équipe                | Club-école           |
| --------------------- | -------------------- |
| Salavat Ioulaïev Oufa | Toros Neftekamsk     |
| HK Dinamo Moscou      | HK Gazprom-OSU       |
| Avangard Omsk         | Zaouralye Kourgan    |
| Ak Bars Kazan         | Neftianik Almetievsk |
| Amour Khabarovsk      | Iermak Angarsk       |
| Dinamo Minsk          | Keramin Minsk        |
| Dinamo Riga           | HK Riga 2000         |

#### Détails
La saison régulière débute le 2 septembre 2008 et se termine le 26 février 2009. Chaque équipe joue à deux reprises contre les autres plus deux nouvelles fois contre les cinq autres équipes de sa division. L'équipe Avtomobilist Iekaterinbourg aurait dû jouer dans la nouvelle ligue mais finalement, à un mois du début de la compétition, elle est remplacée par le Khimik Voskressensk pour raisons financières.
La Coupe d'Ouverture est remportée par le Salavat Ioulaïev Oufa face au Lokomotiv Iaroslavl 4-1.
Le letton Aleksandrs Nizivijs est le premier buteur de l'histoire de la ligue lors de la victoire de son équipe du Dinamo Riga contre l'Amour Khabarovsk 4 buts à 2.
Le 3 septembre 2008, Maksim Kitsyne devient le plus jeune buteur de l'histoire du championnat élite russe. À 16 ans et 8 mois, il inscrit un doublé contre le Dinamo Minsk. Son équipe du Metallourg Novokouznetsk l'emporte 5-2.
Le 13 octobre 2008, Alekseï Tcherepanov est victime d'un arrêt cardiaque sur la patinoire lors du troisième tiers d'un match de son équipe, l'Avangard Omsk, contre le Vitiaz Tchekhov. Il meurt quelques minutes plus tard à l'âge de 19 ans
Le 18 novembre 2008, Kirill Kabanov devient le plus jeune joueur de l'histoire de l'élite russe. À seize ans et 125 jours, l'attaquant du HC Spartak Moscou a participé au match contre l'Amour Khabarovsk.
Le 22 novembre 2008, Alekseï Morozov, capitaine des Ak Bars Kazan, inscrit un quintuplé lors d'une victoire 7-0 contre le Barys Astana.
Le 25 janvier 2009, le gardien du Metallourg Magnitogorsk Ilia Proskouriakov est le premier gardien à inscrire un but dans la KHL. Il marque le second but de son équipe en cage vide lors d'une victoire 2-0 contre les Ak Bars Kazan.
Le défenseur du Barys Astana Kevin Dallman établit un nouveau record de buts pour un défenseur en saison régulière. Avec 28 buts, il détrône l'ancienne marque de 22 buts inscrite par Oleg Piganovitch.
Dallman détrône également Viatcheslav Fetissov au nombre de points marqués dans la saison régulière. Avec 58 points, il efface l'ancien record de 49 points établi il y a 25 ans.
Le Salavat Ioulaïev Oufa remporte la saison régulière.
Le 12 avril 2009, les Ak Bars Kazan remportent la Coupe Gagarine face au Lokomotiv Iaroslavl 4 victoires à 3.

### Saison régulière

#### Classement
La distribution des points s'effectue selon le système suivant :
- 3 points pour la victoire dans le temps réglementaire.
- 2 points pour la victoire en prolongation ou aux tirs au but.
- 1 point pour la défaite en prolongation ou aux tirs au but.
- 0 point pour la défaite dans le temps réglementaire.

Nota : PJ = parties jouées, V = victoires, VP= victoires en prolongations, VTF = victoires aux tirs de fusillade, D = défaites, DP = défaites en prolongation, DTF = défaites aux tirs de fusillade, BP = buts pour, BC = buts contre, Pts = points
| Clt   | Équipe                   | PJ | V  | VP | VF | D  | DP | DF | BP  | BC  | Pts |
| ----- | ------------------------ | -- | -- | -- | -- | -- | -- | -- | --- | --- | --- |
| +001, | Salavat Ioulaïev Oufa    | 56 | 38 | 4  | 1  | 8  | 2  | 3  | 129 | 203 | 116 |
| +002, | Atlant Mytichtchi        | 56 | 35 | 3  | 4  | 11 | 1  | 2  | 122 | 182 | 111 |
| +003, | Spartak Moscou           | 56 | 26 | 1  | 5  | 21 | 1  | 2  | 93  | 173 | 158 |
| +004, | Severstal Tcherepovets   | 56 | 19 | 1  | 7  | 25 | 2  | 2  | 77  | 142 | 171 |
| +005, | Metallourg Novokouznetsk | 56 | 12 | 3  | 2  | 31 | 3  | 5  | 54  | 127 | 157 |
| +006, | Dinamo Minsk             | 56 | 12 | 1  | 2  | 34 | 2  | 5  | 49  | 124 | 197 |

| Clt   | Équipe                  | PJ | V  | VP | VF | D  | DP | DF | BP  | BC  | Pts |
| ----- | ----------------------- | -- | -- | -- | -- | -- | -- | -- | --- | --- | --- |
| +001, | CSKA Moscou             | 56 | 27 | 4  | 3  | 11 | 4  | 7  | 106 | 176 | 141 |
| +002, | Metallourg Magnitogorsk | 56 | 25 | 2  | 11 | 15 | 1  | 2  | 104 | 174 | 148 |
| +003, | SKA Saint-Pétersbourg   | 56 | 26 | 2  | 7  | 17 | 0  | 4  | 100 | 143 | 105 |
| +004, | Traktor Tcheliabinsk    | 56 | 24 | 0  | 2  | 22 | 3  | 5  | 84  | 142 | 166 |
| +005, | HK MVD                  | 56 | 20 | 2  | 4  | 29 | 0  | 1  | 73  | 142 | 159 |
| +006, | Khimik Voskressensk     | 56 | 8  | 3  | 0  | 36 | 2  | 7  | 39  | 108 | 187 |

| Clt   | Équipe              | PJ | V  | VP | VF | D  | DP | DF | BP  | BC  | Pts |
| ----- | ------------------- | -- | -- | -- | -- | -- | -- | -- | --- | --- | --- |
| +001, | Lokomotiv Iaroslavl | 56 | 32 | 2  | 2  | 13 | 3  | 4  | 111 | 175 | 111 |
| +002, | Dinamo Riga         | 56 | 24 | 3  | 2  | 23 | 1  | 3  | 86  | 132 | 156 |
| +003, | Lada Togliatti      | 56 | 21 | 3  | 5  | 22 | 3  | 2  | 84  | 120 | 116 |
| +004, | Avangard Omsk       | 56 | 19 | 2  | 6  | 24 | 4  | 1  | 78  | 161 | 164 |
| +005, | Sibir Novossibirsk  | 56 | 15 | 1  | 5  | 28 | 5  | 2  | 64  | 146 | 172 |
| +006, | Amour Khabarovsk    | 56 | 15 | 2  | 2  | 30 | 1  | 6  | 60  | 111 | 158 |

| Clt   | Équipe                 | PJ | V  | VP | VF | D  | DP | DF | BP  | BC  | Pts |
| ----- | ---------------------- | -- | -- | -- | -- | -- | -- | -- | --- | --- | --- |
| +001, | Ak Bars Kazan          | 56 | 36 | 1  | 3  | 10 | 3  | 3  | 122 | 189 | 123 |
| +002, | Dinamo Moscou          | 56 | 27 | 4  | 3  | 17 | 2  | 3  | 100 | 184 | 143 |
| +003, | Torpedo Nijni Novgorod | 56 | 24 | 2  | 2  | 24 | 1  | 3  | 84  | 162 | 162 |
| +004, | Neftekhimik Nijnekamsk | 56 | 22 | 2  | 1  | 24 | 2  | 5  | 79  | 146 | 140 |
| +005, | Barys Astana           | 56 | 20 | 3  | 4  | 25 | 2  | 2  | 78  | 174 | 191 |
| +006, | Vitiaz Tchekhov        | 56 | 6  | 2  | 3  | 33 | 5  | 7  | 40  | 134 | 225 |

- Champion de la Koubok Kontinenta
- Champion de division
- Qualifié pour les séries de la Coupe Gagarine

#### Meilleurs pointeurs
| Joueur                 | Équipe                  | PJ | B  | A  | Pts | Pun |
| ---------------------- | ----------------------- | -- | -- | -- | --- | --- |
| Sergueï Moziakine      | Atlant Mytichtchi       | 56 | 34 | 42 | 76  | 14  |
| Alekseï Morozov        | Ak Bars Kazan           | 49 | 32 | 39 | 71  | 22  |
| Jan Marek              | Metallourg Magnitogorsk | 53 | 35 | 36 | 71  | 62  |
| Danis Zaripov          | Ak Bars Kazan           | 56 | 34 | 31 | 65  | 26  |
| Kevin Dallman          | Barys Astana            | 53 | 28 | 30 | 58  | 117 |
| Alekseï Terechtchenko  | Salavat Ioulaïev Oufa   | 55 | 28 | 30 | 58  | 22  |
| Aleksandr Koroliouk    | Atlant Mytichtchi       | 56 | 21 | 33 | 54  | 34  |
| Jaromír Jágr           | Avangard Omsk           | 55 | 25 | 28 | 53  | 62  |
| Konstantin Glazatchiov | Barys Astana            | 56 | 28 | 24 | 52  | 30  |
| Pavel Brendl           | Torpedo Nijni Novgorod  | 56 | 36 | 15 | 51  | 48  |
| Aleksandr Perejoguine  | Salavat Ioulaïev Oufa   | 55 | 28 | 22 | 50  | 32  |

#### Meilleurs gardiens de but
| Joueur                | Équipe                  | PJ | Min     | V  | D  | TFJ | BC | BL | ARR% | MOY  |
| --------------------- | ----------------------- | -- | ------- | -- | -- | --- | -- | -- | ---- | ---- |
| Gueorgui Guelachvili  | Lokomotiv Iaroslavl     | 50 | 2974,45 | 30 | 18 | 5   | 92 | 4  | 93,3 | 1,86 |
| Aleksandr Ieriomenko  | Salavat Ioulaïev Oufa   | 36 | 2036,16 | 27 | 6  | 2   | 59 | 3  | 93,7 | 1,74 |
| Konstantine Barouline | CSKA Moscou             | 41 | 2443,26 | 24 | 15 | 8   | 95 | 2  | 90,8 | 2,33 |
| Ray Emery             | Atlant Mytichtchi       | 36 | 2070,18 | 22 | 8  | 0   | 73 | 2  | 92,6 | 2,12 |
| Ilia Proskouriakov    | Metallourg Magnitogorsk | 40 | 2196,14 | 22 | 11 | 7   | 86 | 4  | 91,2 | 2,35 |
| Martin Prusek         | Dinamo Riga             | 42 | 2444,28 | 22 | 15 | 8   | 97 | 8  | 91,1 | 2,38 |

#### Meneurs
| Paramètre évalué     | Vainqueur                                         | Deuxième                                             | Troisième                                                               |
| Buts                 | 36, Pavel Brendl (Torpedo Nijni Novgorod)         | 35, Jan Marek (Metallourg Magnitogorsk)              | 34, Sergueï Moziakine (Atlant Mytichtchi) Danis Zaripov (Ak Bars Kazan) |
| Passes               | 42, Sergueï Moziakine (Atlant Mytichtchi)         | 39, Alekseï Morozov (Ak Bars Kazan)                  | 36, Jan Marek (Metallourg Magnitogorsk)                                 |
| +/-                  | 41, Alekseï Terechtchenko (Salavat Ioulaïev Oufa) | 37, Mikhaïl Balandine (Atlant Mytichtchi)            | 33, Sergueï Moziakine (Atlant Mytichtchi)                               |
| Pénalités            | 263e, Chris Simon (Vitiaz Tchekhov)               | 222e, Tomáš Klouček (Barys Astana)                   | 211, Martin Grenier (Traktor Tcheliabinsk)                              |
| Victoires (gardiens) | 30, Gueorgui Guelachvili (Lokomotiv Iaroslavl)    | 27, Aleksandr Ieriomenko (Salavat Ioulaïev Oufa)     | 24, Konstantin Barouline (CSKA Moscou)                                  |
| MOY                  | 1,47, Dmitri Iatchanov (SKA Saint-Pétersbourg)    | 1,59, Vitali Kolesnik (Atlant Mytichtchi)            | 1,65, Aleksandr Ieriomenko (Salavat Ioulaïev Oufa)                      |
| ARR%                 | 94,5 %, Vitali Kolesnik (Atlant Mytichtchi)       | 93,7 %, Aleksandr Ieriomenko (Salavat Ioulaïev Oufa) | 93,4 %, Vassili Kochetchkine (Lada Togliatti)                           |
| Blanchissages        | 9, Robert Esche (SKA Saint-Pétersbourg)           | 8, Martin Prusek (Dinamo Riga)                       | 8, Vassili Kochetchkine (Lada Togliatti)                                |
| -------------------- | ------------------------------------------------- | ---------------------------------------------------- | ----------------------------------------------------------------------- |

## Séries éliminatoires
|  | Huitièmes de finale | Huitièmes de finale     | Huitièmes de finale     |                         |                     | Quarts de finale    | Quarts de finale | Quarts de finale |  |   | Demi-finales        | Demi-finales | Demi-finales |  |   | Finale        | Finale | Finale |
|  |                     |                         |                         |                         |                     |                     |                  |                  |  |   |                     |              |              |  |   |               |        |        |
|  | 1                   | Salavat Ioulaïev Oufa   | 1                       |                         |                     |                     |                  |                  |  |   |                     |              |              |  |   |               |        |        |
|  | 16                  | Avangard Omsk           | 3                       |                         |                     |                     |                  |                  |  |   |                     |              |              |  |   |               |        |        |
|  | 16                  | Avangard Omsk           | 3                       |                         | 16                  | Avangard Omsk       | 2                |                  |  |   |                     |              |              |  |   |               |        |        |
|  |                     |                         |                         |                         | 16                  | Avangard Omsk       | 2                |                  |  |   |                     |              |              |  |   |               |        |        |
|  |                     |                         | 2                       | Ak Bars Kazan           | 3                   |                     |                  |                  |  |   |                     |              |              |  |   |               |        |        |
|  | 2                   | Ak Bars Kazan           | 2                       | Ak Bars Kazan           | 3                   | 3                   |                  |                  |  |   |                     |              |              |  |   |               |        |        |
|  | 2                   | Ak Bars Kazan           |                         |                         |                     | 3                   |                  |                  |  |   |                     |              |              |  |   |               |        |        |
|  | 15                  | Barys Astana            | 0                       |                         |                     |                     |                  |                  |  |   |                     |              |              |  |   |               |        |        |
|  | 15                  | Barys Astana            | 0                       |                         |                     |                     |                  |                  |  | 2 | Ak Bars Kazan       | 4            |              |  |   |               |        |        |
|  |                     |                         |                         |                         |                     |                     |                  |                  |  | 2 | Ak Bars Kazan       | 4            |              |  |   |               |        |        |
|  |                     | 7                       | HK Dinamo Moscou        | 2                       |                     |                     |                  |                  |  |   |                     |              |              |  |   |               |        |        |
|  | 4                   | 7                       | HK Dinamo Moscou        | 2                       | HK CSKA Moscou      | 3                   |                  |                  |  |   |                     |              |              |  |   |               |        |        |
|  | 4                   |                         |                         |                         | HK CSKA Moscou      | 3                   |                  |                  |  |   |                     |              |              |  |   |               |        |        |
|  | 13                  | Lada Togliatti          | 2                       |                         |                     |                     |                  |                  |  |   |                     |              |              |  |   |               |        |        |
|  | 13                  | Lada Togliatti          | 2                       |                         | 4                   | HK CSKA Moscou      | 0                |                  |  |   |                     |              |              |  |   |               |        |        |
|  |                     |                         |                         |                         | 4                   | HK CSKA Moscou      | 0                |                  |  |   |                     |              |              |  |   |               |        |        |
|  |                     |                         | 7                       | HK Dinamo Moscou        | 3                   |                     |                  |                  |  |   |                     |              |              |  |   |               |        |        |
|  | 7                   | HK Dinamo Moscou        | 7                       | HK Dinamo Moscou        | 3                   | 3                   |                  |                  |  |   |                     |              |              |  |   |               |        |        |
|  | 7                   | HK Dinamo Moscou        |                         |                         |                     | 3                   |                  |                  |  |   |                     |              |              |  |   |               |        |        |
|  | 10                  | Dinamo Riga             | 0                       |                         |                     |                     |                  |                  |  |   |                     |              |              |  |   |               |        |        |
|  | 10                  | Dinamo Riga             | 0                       |                         |                     |                     |                  |                  |  |   |                     |              |              |  | 2 | Ak Bars Kazan | 4      |        |
|  |                     |                         |                         |                         |                     |                     |                  |                  |  |   |                     |              |              |  | 2 | Ak Bars Kazan | 4      |        |
|  |                     | 3                       | Lokomotiv Iaroslavl     | 3                       |                     |                     |                  |                  |  |   |                     |              |              |  |   |               |        |        |
|  | 3                   | 3                       | Lokomotiv Iaroslavl     | 3                       | Lokomotiv Iaroslavl | 3                   |                  |                  |  |   |                     |              |              |  |   |               |        |        |
|  | 3                   |                         |                         |                         | Lokomotiv Iaroslavl | 3                   |                  |                  |  |   |                     |              |              |  |   |               |        |        |
|  | 14                  | Neftekhimik Nijnekamsk  | 1                       |                         |                     |                     |                  |                  |  |   |                     |              |              |  |   |               |        |        |
|  | 14                  | Neftekhimik Nijnekamsk  | 1                       |                         | 3                   | Lokomotiv Iaroslavl | 3                |                  |  |   |                     |              |              |  |   |               |        |        |
|  |                     |                         |                         |                         | 3                   | Lokomotiv Iaroslavl | 3                |                  |  |   |                     |              |              |  |   |               |        |        |
|  |                     |                         | 9                       | HC Spartak Moscou       | 0                   |                     |                  |                  |  |   |                     |              |              |  |   |               |        |        |
|  | 8                   | SKA Saint-Pétersbourg   | 9                       | HC Spartak Moscou       | 0                   | 0                   |                  |                  |  |   |                     |              |              |  |   |               |        |        |
|  | 8                   | SKA Saint-Pétersbourg   |                         |                         |                     | 0                   |                  |                  |  |   |                     |              |              |  |   |               |        |        |
|  | 9                   | HC Spartak Moscou       | 3                       |                         |                     |                     |                  |                  |  |   |                     |              |              |  |   |               |        |        |
|  | 9                   | HC Spartak Moscou       | 3                       |                         |                     |                     |                  |                  |  | 3 | Lokomotiv Iaroslavl | 4            |              |  |   |               |        |        |
|  |                     |                         |                         |                         |                     |                     |                  |                  |  | 3 | Lokomotiv Iaroslavl | 4            |              |  |   |               |        |        |
|  |                     | 6                       | Metallourg Magnitogorsk | 1                       |                     |                     |                  |                  |  |   |                     |              |              |  |   |               |        |        |
|  | 5                   | 6                       | Metallourg Magnitogorsk | 1                       | Atlant Mytichtchi   | 3                   |                  |                  |  |   |                     |              |              |  |   |               |        |        |
|  | 5                   |                         |                         |                         | Atlant Mytichtchi   | 3                   |                  |                  |  |   |                     |              |              |  |   |               |        |        |
|  | 12                  | Traktor Tcheliabinsk    | 0                       |                         |                     |                     |                  |                  |  |   |                     |              |              |  |   |               |        |        |
|  | 12                  | Traktor Tcheliabinsk    | 0                       |                         | 5                   | Atlant Mytichtchi   | 1                |                  |  |   |                     |              |              |  |   |               |        |        |
|  |                     |                         |                         |                         | 5                   | Atlant Mytichtchi   | 1                |                  |  |   |                     |              |              |  |   |               |        |        |
|  |                     |                         | 6                       | Metallourg Magnitogorsk | 3                   |                     |                  |                  |  |   |                     |              |              |  |   |               |        |        |
|  | 6                   | Metallourg Magnitogorsk | 6                       | Metallourg Magnitogorsk | 3                   | 3                   |                  |                  |  |   |                     |              |              |  |   |               |        |        |
|  | 6                   | Metallourg Magnitogorsk |                         |                         |                     | 3                   |                  |                  |  |   |                     |              |              |  |   |               |        |        |
|  | 11                  | Torpedo Nijni Novgorod  | 0                       |                         |                     |                     |                  |                  |  |   |                     |              |              |  |   |               |        |        |

### Détail des scores

#### Huitièmes de finale
| 1er mars 2009 | Salavat Ioulaïev Oufa | 3-2 (pr) (0-0, 2-1, 0-1, 1-0) | Avangard Omsk |  |

| Feuille de match | Feuille de match | Feuille de match    | Feuille de match | Feuille de match |
| ---------------- | --- | ------------------- | --- | ---------------- |
|                  | V. Antipov (K. Kaltsow) — 27 min 23 s V. Vorobiov (A. Terechtchenko - V. Prochkine) — 31 min 33 s - A. Kouteïkine (V. Prochkine - M. Mikeska) (SN) — 60 min 38 s | 1-0 2-0 2-1 2-2 3-2 | - 37 min 0 s — A. Svitov (D. Riabykine - J. Jágr) (SN) 56 min 18 s — D. Vlassenkov (A. Kourianov - V. Belov) (SN) - |                  |
| A. Ieriomenko    | Gardiens | A. Fomitchiov       | |                  |
|                  | |                     | |                  |
|                  | |                     | |                  |

| 2 mars 2009 | Salavat Ioulaïev Oufa | 0-1 (TB) (0-0, 0-0, 0-0, 0-0, 0-1) | Avangard Omsk |  |

| Feuille de match | Feuille de match | Feuille de match  | Feuille de match | Feuille de match |
| ---------------- | ---------------- | ----------------- | ---------------- | ---------------- |
|                  |                  | 0-1               | J. Klepiš        |                  |
| A. Ieriomenko    | Gardiens         | I. Tsaregorodtsev |                  |                  |
|                  |                  |                   |                  |                  |
|                  |                  |                   |                  |                  |

| 4 mars 2009 | Avangard Omsk | 3-2 (pr) (0-0, 0-1, 2-1, 1-0) | Salavat Ioulaïev Oufa |  |

| Feuille de match | Feuille de match | Feuille de match    | Feuille de match | Feuille de match |
| ---------------- | ---------------- | ------------------- | ---------------- | ---------------- |
|                  | - - J. Klepiš    | 0-1 1-1 2-1 2-2 3-2 | -                |                  |
|                  |                  |                     |                  |                  |
|                  |                  |                     |                  |                  |
|                  |                  |                     |                  |                  |

| 5 mars 2009 | Avangard Omsk | 4-1 (3-1, 0-0, 1-0) | Salavat Ioulaïev Oufa |  |

| Feuille de match | Feuille de match | Feuille de match | Feuille de match | Feuille de match |
| ---------------- | ---------------- | ---------------- | ---------------- | ---------------- |
|                  |                  |                  |                  |                  |
|                  |                  |                  |                  |                  |
|                  |                  |                  |                  |                  |
|                  |                  |                  |                  |                  |

| 2 mars | Ak Bars Kazan | 4-2       | Barys Astana  |                                              |              |               |                                              |
| 3 mars | Ak Bars Kazan | 4-2       | Barys Astana  | Coup du chapeau de Jukka Hentunen            |              |               |                                              |
| 5 mars | Barys Astana  | 1-2 (Fus) | Ak Bars Kazan | Tir de fusillade vainqueur d'Alekseï Morozov | prolong = TB | Ak Bars Kazan | Tir de fusillade vainqueur d'Alekseï Morozov |

| Date     | Équipe                 | Score    | Équipe                 | Note                                 |
| -------- | ---------------------- | -------- | ---------------------- | ------------------------------------ |
| 1er mars | Lokomotiv Iaroslavl    | 2-3 a.p. | Neftekhimik Nijnekamsk | But en prolongation d'Igor Iemeleïev |
| 2 mars   | Lokomotiv Iaroslavl    | 5-1      | Neftekhimik Nijnekamsk |                                      |
| 4 mars   | Neftekhimik Nijnekamsk | 0-3      | Lokomotiv Iaroslavl    | Blanchissage de Gueorgui Guelachvili |
| 5 mars   | Neftekhimik Nijnekamsk | 1-2      | Lokomotiv Iaroslavl    |                                      |

| Date   | Équipe         | Score | Équipe         | Note                                 |
| ------ | -------------- | ----- | -------------- | ------------------------------------ |
| 2 mars | CSKA Moscou    | 0-2   | Lada Togliatti | Blanchissage de Vassili Kochetchkine |
| 3 mars | CSKA Moscou    | 2-1   | Lada Togliatti |                                      |
| 5 mars | Lada Togliatti | 3-2   | CSKA Moscou    |                                      |
| 6 mars | Lada Togliatti | 1-2   | CSKA Moscou    |                                      |
| 8 mars | CSKA Moscou    | 3-2   | Lada Togliatti |                                      |

| Date     | Équipe               | Score | Équipe               | Note                      |
| -------- | -------------------- | ----- | -------------------- | ------------------------- |
| 1er mars | Atlant Mytichtchi    | 3-0   | Traktor Tcheliabinsk | Blanchissage de Ray Emery |
| 2 mars   | Atlant Mytichtchi    | 5-1   | Traktor Tcheliabinsk |                           |
| 4 mars   | Traktor Tcheliabinsk | 1-5   | Atlant Mytichtchi    |                           |

| Date   | Équipe                  | Score | Équipe                  | Note |
| ------ | ----------------------- | ----- | ----------------------- | ---- |
| 2 mars | Metallourg Magnitogorsk | 4-1   | Torpedo Nijni Novgorod  |      |
| 3 mars | Metallourg Magnitogorsk | 4-2   | Torpedo Nijni Novgorod  |      |
| 5 mars | Torpedo Nijni Novgorod  | 3-6   | Metallourg Magnitogorsk |      |

| Date     | Équipe        | Score | Équipe        | Note                             |
| -------- | ------------- | ----- | ------------- | -------------------------------- |
| 1er mars | Dinamo Moscou | 4-0   | Dinamo Riga   | Blanchissage de Vitali Ieremeïev |
| 2 mars   | Dinamo Moscou | 7-1   | Dinamo Riga   |                                  |
| 4 mars   | Dinamo Riga   | 3-4   | Dinamo Moscou |                                  |

| Date   | Équipe                | Score    | Équipe                | Note                                 |
| ------ | --------------------- | -------- | --------------------- | ------------------------------------ |
| 2 mars | SKA Saint-Pétersbourg | 2-3      | HC Spartak Moscou     |                                      |
| 3 mars | SKA Saint-Pétersbourg | 1-2 a.p. | HC Spartak Moscou     | But en prolongation de Dmitri Oupper |
| 5 mars | HC Spartak Moscou     | 3-2      | SKA Saint-Pétersbourg |                                      |

#### Quarts de finale
| Date    | Équipe        | Score     | Équipe        | Note                                         |
| ------- | ------------- | --------- | ------------- | -------------------------------------------- |
| 10 mars | Ak Bars Kazan | 0-2       | Avangard Omsk | Blanchissage d'Aleksandr Fomitchev           |
| 11 mars | Ak Bars Kazan | 3-2 (Fus) | Avangard Omsk | Tir de fusillade vainqueur d'Alekseï Morozov |
| 13 mars | Avangard Omsk | 4-2       | Ak Bars Kazan |                                              |
| 14 mars | Avangard Omsk | 1-11      | Ak Bars Kazan |                                              |
| 16 mars | Ak Bars Kazan | 3-2 a.p.  | Avangard Omsk | But en prolongation d'Oleg Petrov            |

| Date    | Équipe        | Score | Équipe        | Note                                                  |
| ------- | ------------- | ----- | ------------- | ----------------------------------------------------- |
| 10 mars | CSKA Moscou   | 1-2   | Dinamo Moscou |                                                       |
| 11 mars | CSKA Moscou   | 0-7   | Dinamo Moscou | Triplé d'Éric Landry Blanchissage de Vitali Ieremeïev |
| 13 mars | Dinamo Moscou | 5-1   | CSKA Moscou   |                                                       |

| Date    | Équipe              | Score | Équipe              | Note                                |
| ------- | ------------------- | ----- | ------------------- | ----------------------------------- |
| 11 mars | Lokomotiv Iaroslavl | 3-1   | HC Spartak Moscou   |                                     |
| 12 mars | Lokomotiv Iaroslavl | 5-3   | HC Spartak Moscou   | Triplé d'Alekseï Iachine (4 points) |
| 14 mars | HC Spartak Moscou   | 4-5   | Lokomotiv Iaroslavl |                                     |

| Date    | Équipe                  | Score    | Équipe                  | Note                                  |
| ------- | ----------------------- | -------- | ----------------------- | ------------------------------------- |
| 11 mars | Atlant Mytichtchi       | 2-1 a.p. | Metallourg Magnitogorsk | But en prolongation d'Andreï Zoubarev |
| 12 mars | Atlant Mytichtchi       | 3-4      | Metallourg Magnitogorsk |                                       |
| 14 mars | Metallourg Magnitogorsk | 3-0      | Atlant Mytichtchi       | Blanchissage d'Ilia Proskouriakov     |
| 15 mars | Metallourg Magnitogorsk | 4-2      | Atlant Mytichtchi       |                                       |

#### Demi-finales
| Date    | Équipe        | Score    | Équipe        | Note                                                 |
| ------- | ------------- | -------- | ------------- | ---------------------------------------------------- |
| 19 mars | Ak Bars Kazan | 4-1      | Dinamo Moscou |                                                      |
| 20 mars | Ak Bars Kazan | 2-3 a.p. | Dinamo Moscou | But en prolongation de Mattias Weinhandl             |
| 22 mars | Dinamo Moscou | 0-1      | Ak Bars Kazan | Blanchissage de Fredrik Norrena But de Danis Zaripov |
| 23 mars | Dinamo Moscou | 4-1      | Ak Bars Kazan | Doublé d'Éric Landry                                 |
| 25 mars | Ak Bars Kazan | 3-0      | Dinamo Moscou | Blanchissage de Stanislav Galimov                    |
| 27 mars | Dinamo Moscou | 1-3      | Ak Bars Kazan |                                                      |

| Date    | Équipe                  | Score | Équipe                  | Note                                 |
| ------- | ----------------------- | ----- | ----------------------- | ------------------------------------ |
| 20 mars | Lokomotiv Iaroslavl     | 0-3   | Metallourg Magnitogorsk | Blanchissage d'Ilia Proskouriakov    |
| 21 mars | Lokomotiv Iaroslavl     | 6-1   | Metallourg Magnitogorsk |                                      |
| 23 mars | Metallourg Magnitogorsk | 2-4   | Lokomotiv Iaroslavl     |                                      |
| 24 mars | Metallourg Magnitogorsk | 0-4   | Lokomotiv Iaroslavl     | Blanchissage de Gueorgui Guelachvili |
| 26 mars | Lokomotiv Iaroslavl     | 2-0   | Metallourg Magnitogorsk | Blanchissage de Gueorgui Guelachvili |

#### Finale
| Date     | Équipe              | Score    | Équipe              | Note                                    |
| -------- | ------------------- | -------- | ------------------- | --------------------------------------- |
| 2 avril  | Ak Bars Kazan       | 0-3      | Lokomotiv Iaroslavl | Blanchissage de Gueorgui Guelachvili    |
| 3 avril  | Ak Bars Kazan       | 4-3 a.p. | Lokomotiv Iaroslavl | But en prolongation d'Andreï Pervychine |
| 5 avril  | Lokomotiv Iaroslavl | 3-0      | Ak Bars Kazan       | Blanchissage de Gueorgui Guelachvili    |
| 6 avril  | Lokomotiv Iaroslavl | 2-5      | Ak Bars Kazan       |                                         |
| 8 avril  | Ak Bars Kazan       | 2-3      | Lokomotiv Iaroslavl | Aucune minute de pénalité               |
| 10 avril | Lokomotiv Iaroslavl | 2-3 a.p. | Ak Bars Kazan       | But vainqueur de Jukka Hentunen         |
| 12 avril | Ak Bars Kazan       | 1-0      | Lokomotiv Iaroslavl | But d'Alekseï Morozov                   |

| 8 avril 2009 | Ak Bars Kazan | 2-3 (1-0, 0-1, 1-2) | Lokomotiv Iaroslavl | TatNeft Arena 8 295 spectateurs |

| Feuille de match | Feuille de match                                                                                   | Feuille de match     | Feuille de match                                                                                              | Feuille de match                                                    |
| ---------------- | -------------------------------------------------------------------------------------------------- | -------------------- | --- | ------------------------------------------------------------------- |
|                  | Danis Zaripov (T. Mårtensson - A. Morozov) — 6 min 35 s - D. Oboukhov (N. Kapanen) — 43 min 54 s - | 1-0 1-1 1-2 2-2 2-3  | - 22 min 39 s — A. Koudachov (A. Mikhnov) 46 min 57 s — J. Vašíček - 41 min 48 s — A. Mikhnov (G. Tchourilov) | Arbitrage : Sergueï Koulakov et Konstantin Olenine Anatoli Zakharov |
| Fredrik Norrena  | Gardiens                                                                                           | Gueorgui Guelachvili | | Arbitrage : Sergueï Koulakov et Konstantin Olenine Anatoli Zakharov |
| 0 min            | Pénalités                                                                                          | 0 min                | | Arbitrage : Sergueï Koulakov et Konstantin Olenine Anatoli Zakharov |
| 24               | Tirs                                                                                               | 28                   | | Arbitrage : Sergueï Koulakov et Konstantin Olenine Anatoli Zakharov |

| 10 avril 2009 | Lokomotiv Iaroslavl | 2-3 (pr) (0-1, 0-0, 2-1, 0-1) | Ak Bars Kazan | Arena 2000 9 046 spectateurs |

| Feuille de match     | Feuille de match                                                           | Feuille de match    | Feuille de match | Feuille de match                                  |
| -------------------- | -------------------------------------------------------------------------- | ------------------- | --- | ------------------------------------------------- |
|                      | - Z. Irgl (A. Iachine - J. Vašíček) — 44 min 43 s A. Mikhnov — 45 min 45 s | 0-1 1-1 2-1 2-2 2-3 | 19 min 41 s — A. Morozov (D. Zaripov - T. Mårtensson) - 48 min 2 s — D. Zaripov (A. Morozov) 61 min 8 s — J. Hentunen (N. Kapanen) | Arbitrage : Viatcheslav Boulanov Anatoli Zakharov |
| Gueorgui Guelachvili | Gardiens                                                                   | Fredrik Norrena     | | Arbitrage : Viatcheslav Boulanov Anatoli Zakharov |
| 6 min                | Pénalités                                                                  | 4 min               | | Arbitrage : Viatcheslav Boulanov Anatoli Zakharov |
| 31                   | Tirs                                                                       | 30                  | | Arbitrage : Viatcheslav Boulanov Anatoli Zakharov |

| 12 avril 2009 | Ak Bars Kazan | 1-0 (0-0, 0-0, 1-0) | Lokomotiv Iaroslavl | TatNeft Arena 8 295 spectateurs |

| Feuille de match | Feuille de match                        | Feuille de match     | Feuille de match | Feuille de match                                  |
| ---------------- | --------------------------------------- | -------------------- | ---------------- | ------------------------------------------------- |
|                  | A. Morozov (A. Pervychine) — 50 min 4 s | 1-0                  | -                | Arbitrage : Viatcheslav Boulanov Anatoli Zakharov |
| Fredrik Norrena  | Gardiens                                | Gueorgui Guelachvili |                  | Arbitrage : Viatcheslav Boulanov Anatoli Zakharov |
| 20 min           | Pénalités                               | 24 min               |                  | Arbitrage : Viatcheslav Boulanov Anatoli Zakharov |
| 20               | Tirs                                    | 20                   |                  | Arbitrage : Viatcheslav Boulanov Anatoli Zakharov |

### Vainqueurs de la Coupe Gagarine
| Vainqueurs de la Coupe Gagarine Ak Bars Kazan | Gardiens : Stanislav Galimov, Fredrik Norrena Défenseurs : Viatcheslav Bouravtchikov, Alekseï Iemeline, Dmitri Kosmatchiov, Ievgueni Medvedev, Andreï Moukhatchiov, Ilia Nikouline, Grigori Panine, Andreï Pervychine, Vassili Tokranov Attaquants : Nikita Alekseïev, Alekseï Badioukov, Jukka Hentunen, Niko Kapanen, Dmitri Kazionov, Gleb Klimenko, Andreï Kouzmine, Tony Mårtensson, Alekseï Morozov, Dmitri Oboukhov, Kirill Petrov, Oleg Petrov, Danis Zaripov, Mikhaïl Joukov, Aleksandr Stepanov Entraîneur : Zinetoula Bilialetdinov |

### Meilleurs pointeurs
| Joueur              | Équipe              | PJ | B | A  | Pts | Pun |
| ------------------- | ------------------- | -- | - | -- | --- | --- |
| Alekseï Morozov     | Ak Bars Kazan       | 21 | 8 | 11 | 19  | 12  |
| Mattias Weinhandl   | Dinamo Moscou       | 12 | 6 | 10 | 16  | 4   |
| Tony Mårtensson     | Ak Bars Kazan       | 21 | 7 | 9  | 16  | 2   |
| Danis Zaripov       | Ak Bars Kazan       | 21 | 6 | 10 | 16  | 8   |
| Alekseï Iachine     | Lokomotiv Iaroslavl | 19 | 7 | 9  | 16  | 10  |
| Josef Vašíček       | Lokomotiv Iaroslavl | 19 | 5 | 9  | 14  | 20  |
| Zbyněk Irgl         | Lokomotiv Iaroslavl | 17 | 8 | 6  | 14  | 10  |
| Alekseï Mikhnov     | Lokomotiv Iaroslavl | 19 | 8 | 4  | 12  | 10  |
| Konstantin Roudenko | Lokomotiv Iaroslavl | 19 | 4 | 7  | 11  | 24  |
| Niko Kapanen        | Ak Bars Kazan       | 21 | 1 | 9  | 10  | 16  |
| Ilia Nikouline      | Ak Bars Kazan       | 17 | 2 | 8  | 10  | 22  |

### Meilleurs gardiens de but
| Joueur                    | Équipe                  | PJ | Min      | V  | D | TFJ | BC | BL | ARR%   | MOY  |
| ------------------------- | ----------------------- | -- | -------- | -- | - | --- | -- | -- | ------ | ---- |
| Gueorgui Guelachvili      | Lokomotiv Iaroslavl     | 19 | 1 129,56 | 13 | 5 | 0   | 33 | 5  | 93,3 % | 1,75 |
| Fredrik Norrena           | Ak Bars Kazan           | 15 | 892,23   | 10 | 4 | 1   | 29 | 2  | 92 %   | 1,95 |
| Vitali Ieremeïev          | Dinamo Moscou           | 12 | 700,01   | 7  | 3 | 0   | 19 | 1  | 92,7 % | 1,63 |
| Ilia Proskouriakov        | Metallourg Magnitogorsk | 9  | 463,35   | 6  | 0 | 0   | 19 | 2  | 92,1 % | 2,46 |
| Stanislav Galimov         | Ak Bars Kazan           | 7  | 396,05   | 4  | 2 | 1   | 11 | 1  | 92,6 % | 1,67 |
| Aleksandr Fomitchiov (en) | Avangard Omsk           | 7  | 375,49   | 4  | 2 | 0   | 14 | 1  | 92,5 % | 2,24 |
| Ray Emery                 | Atlant Mytichtchi       | 7  | 418,56   | 3  | 3 | 0   | 13 | 1  | 95,1 % | 1,86 |
| Jussi Markkanen           | CSKA Moscou             | 7  | 379,16   | 3  | 3 | 0   | 11 | 0  | 93,4 % | 1,74 |

### Meneurs
| Paramètre évalué     | Vainqueur                                    | Deuxième                                      | Troisième                                                                      |
| -------------------- | -------------------------------------------- | --------------------------------------------- | ------------------------------------------------------------------------------ |
| Buts                 | 9, Jukka Hentunen Ak Bars Kazan              | 7, Aleksei Mikhnov Lokomotiv Iaroslavl        | 7, Alekseï Mikhnov Lokomotiv Iaroslavl                                         |
| Passes               | 11, Alekseï Morozov Ak Bars Kazan            | 10, Mattias Weinhandl Dinamo Moscou           | 10, Danis Zaripov Ak Bars Kazan                                                |
| +/-                  | 13, Ilia Nikouline Ak Bars Kazan             | 10, Tony Mårtensson Ak Bars Kazan             | 9, Alekseï Morozov, Danis Zaripov, Ak Bars Kazan Denis Denissov, Dinamo Moscou |
| Pénalités            | 69e, Grigori Panine Ak Bars Kazan            | 44e, Vitali Vishnevski Lokomotiv Iaroslavl    | 41e, Aleksandr Svitov Avangard Omsk                                            |
| Victoires (gardiens) | 13, Gueorgui Guelachvili Lokomotiv Iaroslavl | 10, Fredrik Norrena Ak Bars Kazan             | 7, Vitali Ieremeïev Dinamo Moscou                                              |
| MOY                  | 1,63, Vitali Ieremeïev Dinamo Moscou         | 1,67, Stanislav Galimov Ak Bars Kazan         | 1,74, Jussi Markkanen CSKA Moscou                                              |
| ARR%                 | 94,1 % Ray Emery (Atlant Mytichtchi)         | 93,5 %, Vassili Kochetchkine Lada Togliatti   | 93,4 %, Jussi Markkanen CSKA Moscou                                            |
| Blanchissages        | 5, Gueorgui Guelachvili Lokomotiv Iaroslavl  | 2, Ilia Proskouriakov Metallourg Magnitogorsk | 2, Fredrik Norrena Ak Bars Kazan                                               |

## Meilleurs joueurs
Chaque mois, les analystes de la KHL élisent les joueurs les plus méritants.
| Mois      | Gardien                                      | Défenseur                                 | Attaquant                                     | Débutant                                  |
| --------- | -------------------------------------------- | ----------------------------------------- | --------------------------------------------- | ----------------------------------------- |
| Septembre | Aleksandr Ieriomenko (Salavat Ioulaïev Oufa) | Magnus Johansson (Atlant Mytichtchi)      | Sergueï Moziakine (Atlant Mytichtchi)         | Maksim Kitsyne (Metallourg Novokouznetsk) |
| Octobre   | Vitali Kolesnik (Atlant Mytichtchi)          | Ilia Nikouline (Ak Bars Kazan)            | Jan Marek (Metallourg Magnitogorsk)           | Andreï Kolesnikov (Vitiaz Tchekhov)       |
| Novembre  | Robert Esche (SKA Saint-Pétersbourg)         | Konstantine Korneïev (CSKA Moscou)        | Alekseï Terechtchenko (Salavat Ioulaïev Oufa) | Stanislav Galimov (Ak Bars Kazan)         |
| Décembre  | Martin Prusek (Dinamo Riga)                  | Karel Rachůnek (Dinamo Moscou)            | Danis Zaripov (Ak Bars Kazan)                 | Aleksandr Vassiliev (Vitiaz Tchekhov)     |
| Janvier   | Vitali Ieremeïev (Dinamo Moscou)             | Vitali Prochkine (Salavat Ioulaïev Oufa)  | Aleksandr Koroliouk (Atlant Mytichtchi)       | Aleksandr Vassiliev (Vitiaz Tchekhov)     |
| Février   | Dmitri Kochnev (HC Spartak Moscou)           | Peter Podhradský (Torpedo Nijni Novgorod) | Danis Zaripov (Ak Bars Kazan)                 | Stepan Zakhartchouk (Lada Togliatti)      |
| Mars      | Gueorgui Guelachvili (Lokomotiv Iaroslavl)   | Ilia Nikouline (Ak Bars Kazan)            | Mattias Weinhandl (Dinamo Moscou)             | Non évalué                                |

## Trophées
| Trophée                                       | Récipiendaire |
| --------------------------------------------- | --- |
| Meilleur joueur (crosse d'or)                 | Danis Zaripov (Ak Bars Kazan) |
| Meilleur joueur des séries éliminatoires      | Alekseï Morozov (Ak Bars Kazan) |
| Meilleur gardien de but                       | Gueorgui Guelachvili (Lokomotiv Iaroslavl) |
| Équipe d'étoiles (casques d'or)               | Gueorgui Guelachvili (Lokomotiv); Kevin Dallman (Barys Astana), Ilia Nikouline (Ak Bars); Danis Zaripov (Ak Bars Kazan), Alekseï Morozov (Ak Bars Kazan), Alekseï Terechtchenko (Salavat Ioulaïev Oufa) |
| Meilleur pointeur                             | Sergueï Moziakine (Atlant Mytichtchi) |
| Meilleur buteur                               | Jan Marek (Metallourg Magnitogorsk) |
| Meilleur défenseur                            | Kevin Dallman (Barys Astana) |
| Ligne la plus prolifique en points            | Danis Zaripov - Tony Mårtensson - Alekseï Morozov (Ak Bars Kazan) |
| Joueurs avec le meilleur esprit sportif       | Sergueï Moziakine (Atlant Mytichtchi), Andreï Pervychine (Ak Bars Kazan) |
| Trophée Ironman (plus de matchs en trois ans) | Danis Zaripov (Ak Bars Kazan) |
| Trophée du but le plus rapide                 | Aliakseï Kalioujny (HK Dinamo Moscou, 0:08) |
| Trophée du but le plus tardif                 | Igor Iemeleïev (Neftekhimik Nijnekamsk, 68:43) |
| Meilleure recrue                              | Ilia Proskouriakov (Metallourg Magnitogorsk) |
| Meilleur vétéran                              | Oleg Petrov (Ak Bars Kazan) |
| Meilleur entraîneur                           | Zinetoula Bilialetdinov (Ak Bars Kazan) |
| Meilleur directeur sportif                    | Iouri Iakovlev (Lokomotiv Iaroslavl) |
| Meilleur arbitre                              | Viatcheslav Boulanov |
| Supporters les plus bruyants                  | Dinamo Riga |

## Match des étoiles
Le premier Match des étoiles de la KHL s'est déroulé le 10 janvier 2009. Le format a été soumis au vote des spectateurs sur le site de la ligue. Deux choix sont possibles, le premier, un match entre les meilleurs russes et les meilleurs étrangers et le second entre les meilleurs joueurs des clubs basés à l'Est et ceux de l'Ouest. Le 25 novembre 2008, le vote se clôt sur la victoire de la première formule avec 50,13 % (12 596 voix) contre 49,87 % (12 531 voix) des 25 127 votes. Finalement, le match s'est tenu sur la Place Rouge à Moscou en extérieur entre l'équipe d'Alekseï Iachine composée de joueurs russes contre l'équipe de Jaromír Jágr composée des joueurs étrangers. L'équipe Jágr l'a emporté 7-6.

## Vyschaïa Liga
La Vyschaïa Liga est la seconde division du championnat de Russie. Le Iougra Khanty-Mansiïsk remporte la finale des séries éliminatoires et décroche la Coupe Bratine.